# Manniella
Manniella é um género botânico pertencente à família das orquídeas (Orchidaceae).

## Espécies
1. Manniella cypripedioides Salazar & al., Lindleyana 17: 240 (2002).
2. Manniella gustavi Rchb.f., Otia Bot. Hamburg.: 109 (1881).